# Renée Vranken
Renée van Es-Vranken (Stein, 11 december 1991) is een Nederlandse atlete, die is gespecialiseerd in de lange afstand.

## Loopbaan
Op 1 november 2015 werd Renée Vranken de allereerste kampioene op het Nederlandse kampioenschap trailrunning tijdens de Duinentrail in Schoorl. De Mescherbergloop, een zware hardloopwedstrijd over een onverhard parcours, won ze maar liefst viermaal: in 2011, 2014, 2016 en 2019.
Naast trailrunning is Vranken ook actief op de weg en heeft ze zich steeds meer toegelegd op de langere afstanden. Bij haar debuut op de marathon in 2014 (Maasmarathon, Maastricht) wist ze meteen de overwinning te behalen in een tijd onder de 3 uur. In 2015 werd ze negende tijdens de marathon van Rome.
Tijdens de halve marathon van Egmond in januari 2016 werd ze dertiende. Ruim twee maanden later, bij de Venloop, eveneens een halve marathon, eindigde ze op de negende plaats in een tijd van 1:16.10. In maart 2016 won Vranken de laatste Peter Rusmanloop. In april liep ze haar vierde marathon, de marathon van Rotterdam. Hier eindigde ze als de tweede Nederlandse vrouw (22e overall) in een tijd van 2:43.47.
Nadat Vranken in 2018 vanwege hartproblemen was gestopt met hardlopen, heeft zij in 2020 de draad weer opgepakt.
Vranken is lid van de Beekse atletiekvereniging Caesar.

## Nederlandse kampioenschappen
| Onderdeel    | Jaar |
| ------------ | ---- |
| trailrunning | 2015 |

## Persoonlijke records
Weg
| Afstand        | Prestatie | Datum            | Plaats    |
| -------------- | --------- | ---------------- | --------- |
| 10 km          | 35.38     | 5 maart 2016     | Stein     |
| 15 km          | 55.05     | 15 november 2015 | Nijmegen  |
| 10 Eng. mijl   | 1:01.33   | 27 april 2014    | Roermond  |
| halve marathon | 1:16.10   | 20 maart 2016    | Venlo     |
| 30 km          | 1:59.12   | 8 februari 2015  | Schoorl   |
| marathon       | 2:43.47   | 10 april 2016    | Rotterdam |

## Palmares

### 10 km
- 2015:  Sylvesterloop Elsloo - 35.37
- 2016: 20e NK in Schoorl - 36.40
- 2017: 25e NK in Schoorl - 36.33

### 15 km
- 2015:  DIS Familieloop Sittard - 59.42
- 2015: 15e Zevenheuvelenloop - 55.05
- 2016: 12e Zevenheuvelenloop - 55.50

### 10 Eng. mijl
- 2016:  Peter Rusmanloop - 1:01.05

### halve marathon
- 2014: 8e Venloop - 1:26.29
- 2015:  Mergelland Marathon Meerssen - 1:23.50
- 2016: 13e halve marathon van Egmond - 1:26.55
- 2016: 9e Venloop - 1:16.10
- 2017: 18e halve marathon van Egmond - 1:22.23
- 2017: 4e NK te Nijmegen - 1:19.38
- 2017: 10e Venloop - 1:19.39
- 2018: 10e NK te Venlo - 1:25.36

### marathon
- 2014:  maasmarathon de la Basse-Meuse - 2:59.47
- 2015: 9e marathon van Rome - 2:55.31
- 2016: 22e marathon van Rotterdam - 2:43.47
- 2017: 14e marathon van Rotterdam - 2:50.31

### veldlopen
- 2011:  Mescherbergloop - 1:09.43
- 2014:  Mescherbergloop - 1:07.22
- 2015:  Mescherbergloop - 1:02.33
- 2015:  Koning van Spanje (37 km) - 3:02.37
- 2016:  Mescherbergloop - 1:02.51
- 2017: 10e Abdijcross (7,4 km) - 30.32
- 2019:  Mescherbergloop - 1:07.38

### trailrunning
- 2015:  NK trailrunning in Schoorl (37 km) - 2:59.50
- 2017:  NK trailrunning in Gulpen (42 km) - 3:46.09